# Онбово
О́нбово (рос. Онбово) — присілок у складі Великоустюзького району Вологодської області, Росія. Входить до складу Самотовінського сільського поселення.

## Населення
Населення — 27 осіб (2010; 30 у 2002).
Національний склад (станом на 2002 рік):
- росіяни — 97 %